# Цвілик Григорій Васильович
Григорій Васильович Цвілик (1900, Коломия — 1952, Косів) — український майстер художньої кераміки. Чоловік та учень Павлини Цвілик.

## Творчість
Виготовляв і розписував рослинним орнаментом вази, кухлі, глечики, декоративні полумиски, колачі, дзбанки. 
Роботи майстра зберігаються у музеях Івано-Франківська, Косова та інших міст України.